# Харалампи Айдаринов
Харалампий (Харалампи) Айдаринов е български просветен деец от ранното българско възраждане в Македония.

## Биография
Айдаринов е роден в боймишкото градче Гумендже, тогава в Османската империя, днес в Гърция. Замонашва се под името Харалампий в българския светогорски манастир Зограф. След като се замонашва, вероятно през 1824 г. е в Търново, защото „йеромонах Харалампий Зографски“ е сред спомоществователите на гръцка книга, заедно с митрополит Иларион Търновски и таксидиотите на Иверския и Хилендарския манастир. Манастирът го изпраща като таксидиот в Зографския метох в родното му градче. В Гумендже в 1866 година открива първото българско училище. Поради страх от укрепване българщината в 1867 година митрополит Никодим Воденски изисква отзоваването му обратно в Зографския манастир.